# Coenotes jakli
Coenotes jakli  es una especie de polilla de la familia Sphingidae. Se localiza en las Islas Tanimbar (Indonesia).